# 北京市牌匾标识设置管理规范
《北京市牌匾标识设置管理规范》是中华人民共和国北京市城市管理委员会发布的规范性文件。2007年10月15日，北京市市政管理委员会根据2002年通过的地方性法规《北京市市容环境卫生条例》等规定制定了《北京市牌匾标识设置管理规范》。2017年9月30日，北京市城市管理委员会根据《中华人民共和国广告法》、《北京市市容环境卫生条例》和《北京城市总体规划》发布了修订后的《北京市牌匾标识设置管理规范》，废止2007版《北京市牌匾标识设置管理规范》。

## 内容
修订后的《北京市牌匾标识设置管理规范》共4章24条。《规范》规定，北京市城市管理委员会负责全市范围内牌匾设置的监督管理与综合协调，各区城管部门负责辖区内的监管工作，乡镇人民政府及街道办事处协助完成日常监督检查工作。《规范》规定，单位在设置牌匾前，应该到城管部门咨询相关要求。《规范》规定了禁止设立牌匾的情况，如建筑物顶部、裙楼顶部、骑楼立柱禁止设置牌匾。建筑物三层以上部位只允许设置一处建筑名称标识（不得标识单位名称），其他牌匾必须全部移至三层以下。禁止使用不锈钢等高反光材料制作标识，牌匾不可使用外射光源，只能用内投光源。《规范》还对牌匾的形制和设置方式规定了限制条件。例如，单位名称牌匾单个字单边长度不得超过0.8米，建筑物名称单字单边长不得超过1.5米。“店内店”可在入口设置符合规范的标识牌，或在地面设置立式标识。

## 执行与争议
2017年版《北京市牌匾标识设置管理规范》颁布之后，北京市开始清理屋顶广告牌匾。2017年10月23日上午，北京市副市长隋振江主持召开专题会议，传达中共北京市委书记蔡奇指示精神，按“先主次干路、重点大街、重点地区，后支路胡同，由表及里”顺序清理建筑物顶部牌匾。11月27日，北京市城市管理委员会、北京市规划和国土资源管理委员会、北京市城市综合管理行政执法局三部门联合发布《关于开展集中清理建筑物天际线专项行动的通告》，自2017年第四季度开始清理建筑物牌匾的专项行动。11月下旬开始，社交媒体上大量传出拆除牌匾的图文，涉及的单位包括医院、商场、写字楼、企业、政府机关等建筑。牌匾被拆的建筑物，包括百度、腾讯、网易、万达、快手等企业在北京的写字楼。北京市城市管理委员会计划在2017年内完成全市范围的清理工作，总计将拆掉2.7万块违规牌匾。12月1日，北京市召开集中清理建筑物天际线专项行动阶段总结分析会，根据会上发布的数据，北京全市已清理8956块违规牌匾。
2017年12月7日，《人民日报》发表评论《最美天际线，应该向人心延伸》。文章称，保护北京天际线、维护整洁城市空间并无争议，但是整治牌匾的方式值得商榷。文章说，拆除牌匾会对群众出行造成麻烦，给认路带来困难；建筑物三层以上部分只能安装一块牌匾的规定，对于有多个出入口的高层建筑物并不合适；把老字号的传统牌匾换成统一的风格，会丧失传统韵味、损伤城市多元性；依照老规范设立的标识，清理时应该考虑行政法的信赖保护原则，注意政府的公信力。
2017年12月8日，北京市城市管理委员会召开会议，研究清理“天际线”专项工作。11日，海淀区城市管理委员会发布通知，暂停牌匾清理工作，重启时间将另行通知。根据通知，暂停清理工作基于两方面考虑。其一是冬季气温低、多大风、干燥，高空作业风险较大且易发火灾。其二是拆除之后难以迅速设置符合规定的新牌匾，对群众辨识造成困难。
2017年12月10日，《检察日报》发表《“亮出天际线”没毛病，但是这样拆除牌匾，合法吗？》，认为北京市拆除牌匾的合法性存疑，政府部门需要依据《中华人民共和国行政许可法》第8条证明“准予行政许可所依据的客观情况发生重大变化”且“为了公共利益的需要”；规范文件牵涉多个单位和个人，修订之前应该召开立法听证会。11日，《检察日报》刊文《清理建筑物顶部牌匾标识应依法区别对待》。文章称，2007年版《北京市牌匾标识设置管理规范》允许在建筑物顶部设置牌匾展示单位名称和建筑名称，2017年版规定则禁止在建筑物顶部设置牌匾，之前符合规定设立的牌匾变得不合规，对此应当区别处理；虽然政府依照《中华人民共和国行政许可法》可以拆除这些牌匾，但是政府应当依照信赖保护原则，体现政府诚信，对相关方提供补偿以待其配合理解，而非直接以违规为由拆除。文章认为新规“设置单位在设置牌匾标识之前，应到所在区城市管理行政部门查询牌匾标识的设置详规要求”增加了行政相对人的负担和义务，政府应该依照“谁执法谁普法”，主动为企业提供服务；企业因为没有主动查询要求而受到处罚“似有不公”。